# Polypogon
Polypogon là một chi thực vật có hoa trong họ Hòa thảo (Poaceae).

## Loài
Chi Polypogon gồm các loài:
- Polypogon × adscendens Guss.
- Polypogon australis Brongn.
- Polypogon chilensis (Kunth) Pilg.
- Polypogon elongatus Kunth
- Polypogon exasperatus (Trin.) Renvoize
- Polypogon fugax Nees ex Steud.
- Polypogon griquensis (Stapf) Gibbs Russ. & Fish
- Polypogon hissaricus (Roshev.) Bor
- Polypogon imberbis (Phil.) Johow
- Polypogon interruptus Kunth
- Polypogon ivanovae Tzvelev
- Polypogon linearis Trin.
- Polypogon maritimus Willd.
- Polypogon mollis (Thouars) C.E.Hubb. & E.W.Groves
- Polypogon monspeliensis (L.) Desf.
- Polypogon nilgiricus Kabeer & V.J.Nair
- Polypogon parvulus Roseng., B.R.Arrill. & Izag.
- Polypogon pygmeus Tzvelev
- Polypogon schimperianus (Hochst. ex Steud.) Cope
- Polypogon tenellus R.Br.
- Polypogon tenuis Brongn.
- Polypogon viridis (Gouan) Breistr.

Trước đây có
Nhiều loài hiện nay được coi là phù hợp hơn với các chi khác:  Agrostis, Alopecurus, Brachypodium, Chaetium, Gymnopogon, Muhlenbergia, Pentameris, Reynaudia và Triniochloa.